# De Shàrengrad
de Shàrengrad är ett efternamn, som bärs av en svensk släkt av kroatiskt ursprung. 
- Carl de Shàrengrad (1834–1878), fotograf
  - Wilhelm de Shàrengrad (1870–1955), ingenjör och företagsledare
    - Harald de Shàrengrad (1913–1998), arkitekt

Den 31 december 2023 var 11 personer med namnet folkbokförda i Sverige.